# Steinbrücke 20 (Quedlinburg)

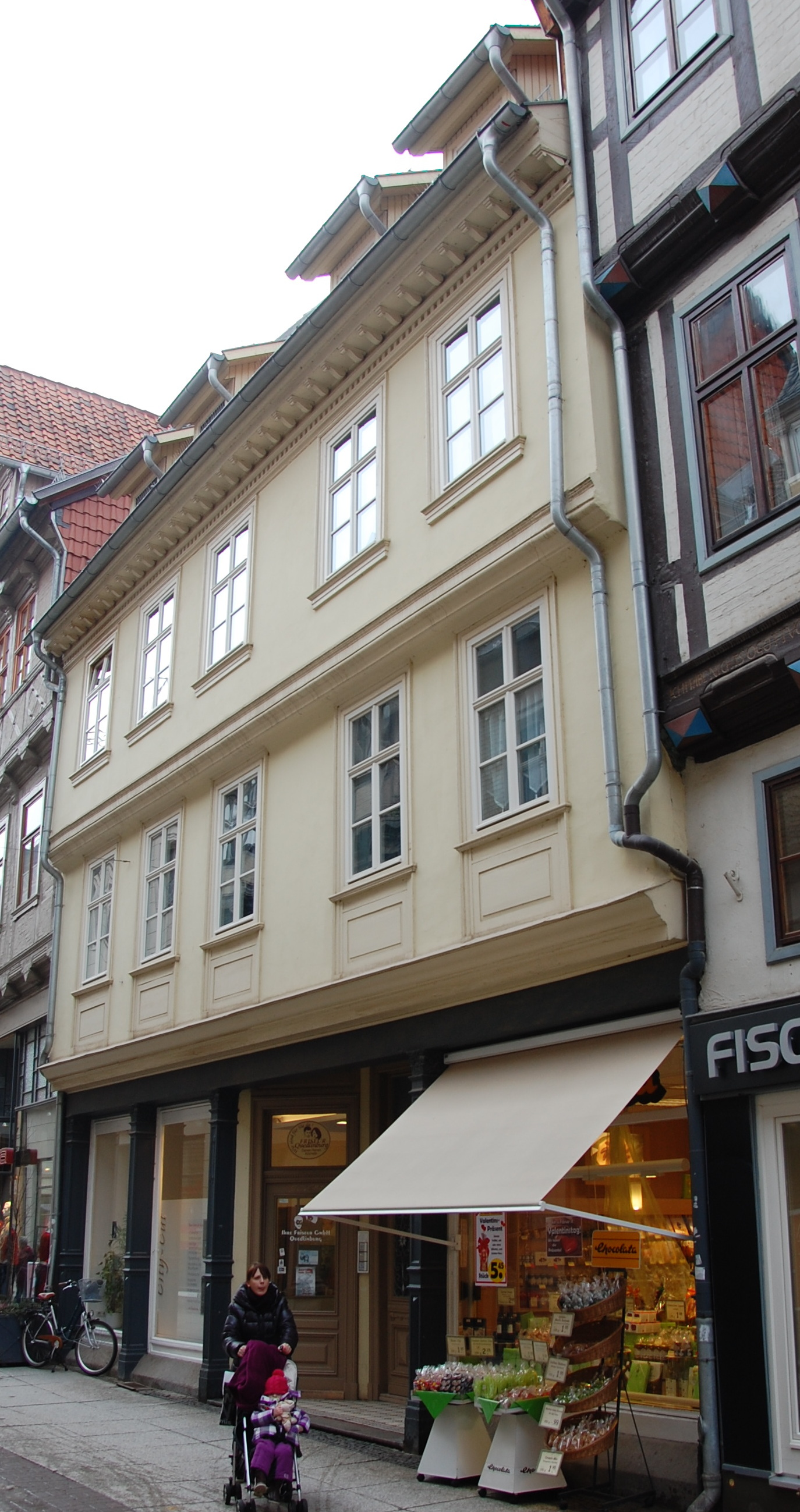
Haus Steinbrücke 20

Das Haus Steinbrücke 20 ist ein denkmalgeschütztes Gebäude in der Stadt Quedlinburg in Sachsen-Anhalt.

## Lage
Es befindet sich südlich des Quedlinburger Marktplatzes, auf der Westseite der Straße Steinbrücke. Im Quedlinburger Denkmalverzeichnis ist es als Wohnhaus eingetragen. 

## Architektur und Geschichte
Das dreigeschossige Fachwerkhaus entstand in der Zeit um 1680. Um 1860 erfolgte ein Umbau des Gebäudes, bei dem die Fenster vergrößert und die Stellung der Fachwerkständer verändert wurde. Darüber hinaus erhielt das Haus eine Verputzung. 1896 wurde in das Erdgeschoss ein Ladengeschäft im Stil des Spätklassizismus eingefügt.